# Gone!
«Gone!» es el trigésimo primer sencillo de la banda británica The Cure. Es el cuarto extraído de su álbum Wild Mood Swings, de 1996. Alcanzó la sexagésima posición en la lista británica de sencillos.

## Video musical
Se grabó un vídeo para la canción, dirigido por Steve Hanft, durante un concierto en Los Ángeles en agosto de 1996. Aparece en el recopilatorio Galore - The Vídeos 1987-1997.
La canción no alcanzó el éxito comercial y no ha sido tocada con frecuencia en los directos de la banda.

## Lista de canciones
| CD promocional |                     |          |  |
| N.º            | Título              | Duración |  |
| 1.             | «Gone!» (Radio Mix) | 4:27     |  |

| Sencillo en CD 1 |                                    |          |  |
| N.º              | Título                             | Duración |  |
| 1.               | «Gone!» (Radio Mix)                | 4:28     |  |
| 2.               | «The 13th» (Feels Good Mix)        | 6:08     |  |
| 3.               | «This Is A Lie» (Ambient Mix)      | 4:32     |  |
| 4.               | «Strange Attraction» (Strange Mix) | 4:18     |  |

| Sencillo en CD 2 |                           |          |  |
| N.º              | Título                    | Duración |  |
| 1.               | «Gone!» (Radio Mix)       | 4:28     |  |
| 2.               | «Gone!» (Critter Mix)     | 4:27     |  |
| 3.               | «Gone!» (Ultraliving Mix) | 5:35     |  |
| 4.               | «Gone!» (Spacer Mix)      | 6:32     |  |

| Sencillo en CD cardboard sleeve y casete |                                    |          |  |
| N.º                                      | Título                             | Duración |  |
| 1.                                       | «Gone!» (Radio Mix)                | 4:27     |  |
| 2.                                       | «Strange Attraction» (Strange Mix) | 4:19     |  |

| Vinilo promocional de 12" |                           |          |  |
| N.º                       | Título                    | Duración |  |
| 1.                        | «Gone!» (Spacer Mix)      | 6:32     |  |
| 2.                        | «Gone!» (Ultraliving Mix) | 5:35     |  |

## Músicos
- Robert Smith — guitarra, voz
- Simon Gallup — bajo
- Perry Bamonte — teclado
- Roger O'Donnell — teclado
- Jason Cooper — batería